# Fall Be Kind
Fall Be Kind é o quarto EP da banda Animal Collective, lançado digitalmente nos formatos MP3 e WAV em 23 de novembro de 2009 e como CD e LP no Reino Unido em 14 de dezembro de 2009 e nos Estados Unidos, em 15 de dezembro de 2009. Algumas lojas na Austrália e na Nova Zelândia começaram a vendê-lo com uma semana de antecipação por conta das turnês que a banda estava fazendo por lá no momento.
Em 18 de novembro de 2009 a Domino Records acidentalmente enviou CDs encomendados no pré-lançamento antes da data de lançamento prevista, resultando em um vazamento de uma cópia digital com compressão sem perda de dados para toda a internet.
Gravado por Ben Allen no Sweet Tea Recording Studio em Oxford, Mississippi em fevereiro de 2008 e no estúdio Mission Sound em Brooklyn, Nova Iorque em agosto de 2009, Fall Be Kind contém algumas músicas frequentemente tocadas pela banda em performances ao vivo, sendo estas "Graze" e "What Would I Want? Sky" (a última possuindo o primeiro sample licenciado de Grateful Dead da história).

## Avaliações da crítica
Fall Be Kind recebeu análises positivas da crítica. No Metacritic, o álbum recebeu a nota 84, média estabelecida a partir de 21 análises, o que indica que o álbum foi "universalmente aclamado". Lewis P. do Sputnikmusic disse que o álbum "tinha a tarefa impossível de suceder um dos álbuns mais celebrados da década e mesmo assim conseguiu com quase nenhum esforço". Ao final da análise, ele deu ao álbum a nota máxima.

## Faixas
| Nº. | Faixa                    | Sample                                              | Duração |
| --- | ------------------------ | --------------------------------------------------- | ------- |
| 1.  | "Graze"                  | "Ardeleana (Zamfir Avec Zamfir)" de Gheorghe Zamfir | 5:22    |
| 2.  | "What Would I Want? Sky" | "Unbroken Chain" de Grateful Dead                   | 6:46    |
| 3.  | "Bleed"                  |                                                     | 3:29    |
| 4.  | "On A Highway"           |                                                     | 4:36    |
| 5.  | "I Think I Can"          |                                                     | 7:10    |

1. ↑  «Animal Collective License First Legal Grateful Dead Sample Ever | Pitchfork». pitchfork.com. Consultado em 13 de janeiro de 2017
2. ↑  Fall Be Kind [EP] by Animal Collective, consultado em 13 de janeiro de 2017
3. ↑  «Animal Collective - Fall Be Kind (album review 3) | Sputnikmusic». www.sputnikmusic.com. Consultado em 13 de janeiro de 2017